# Tom DeLonge
Thomas Matthew "Tom" DeLonge, Jr. (født 13. december 1975) er en amerikansk musiker, sangskriver og entreprenør. Han er kendt for at være medlem af og guitarist og vokalist i bandene Blink-182, Box Car Racer og Angels & Airwaves. Han har også stiftet de to tøjbrands Atticus Clothing og Machbeth, og teknologi firmen ModLife.
Han har en kæreste der hedder Jennifer, en datter, der hedder Ava og en søn, der hedder Jonas. Tom DeLonge er bosat i San Diego.

Han var med til at danne blink-182 sammen med bassisten Mark Hoppus og Scott Raynor på trommer i 1992. Scott stoppede senere, på grund af personlige problemer.  Travis Barker tog over for ham. De fik enorm succes, og var det største pop-punk band omkring årtusindskiftet.  I 2002 introducerede han bandet Box Car Racer, da han følte sig begrænset af blink's stil.  Han fik Travis Barker med på projektet, men valgte, at ekskludere Mark Hoppus fra projektet. Det gjorde ham bitter, og selvom blink-182 fik lavet et album i 2003, var der stadig uløste problemer i baggrunden. 
Tom forsvandt fra offentligheden herefter, indtil 2005, hvor han i september måned fortalte, at han havde et nyt projekt kaldet Angels & Airwaves. De udgav deres debutalbum året efter, samme år som Mark Hoppus og Travis Barker fortsatte sammen i bandet +44.
I september 2008 var Travis Barker ude for et flystyrt, og både Tom og Mark kontaktede ham. Da de alle tre var på hospitalet, fik de aftalt, at genoptage blink-182.  De fik udgivet et album og en EP. Mark og Travis havde følt, at Tom ikke var dedikeret nok, og han endte med at forlade bandet i 2015.  Han blev afløst af Matt Skiba fra Alkaline Trio. Tom DeLonge har herefter udgivet flere projekter med Angels & Airwaves.
I 2022 vendte Tom DeLonge tilbage til blink-182 efter flere rygter og spekulationer. Han tager pladsen fra Matt Skiba tilbage. 

## Tidslinje
- Medlem af Blink-182 1992-2005, 2009-2014 og 2022-nu
- Medlem af Box Car Racer 2002-2003
- Fra 2006: medlem af Angels & Airwaves